# Ronnbergia
Genre
Classification APG III (2009)
Ronnbergia est un genre de plantes de la famille des Bromeliaceae.

## Espèces
- Ronnbergia campanulata Gilmartin & H.E.Luther
- Ronnbergia carvalhoi Martinelli & Leme
- Ronnbergia columbiana E.Morren
- Ronnbergia deleonii L.B.Sm.
- Ronnbergia explodens L.B.Sm.
- Ronnbergia fraseri (Baker) Aguirre-Santoro
- Ronnbergia hathewayi L.B.Sm.
- Ronnbergia killipiana L.B.Sm.
- Ronnbergia maidifolia Mez
- Ronnbergia morreniana Linden & André
- Ronnbergia neoregelioides Leme
- Ronnbergia silvana Leme